# Керетаро (футбольний клуб)
Керетаро (ісп. Querétaro Fútbol Club) — мексиканський футбольний клуб із міста Сантьяго-де-Керетаро.

## Історія
Команда заснована 8 липня 1950 року.
У вищому дивізіоні мексиканського чемпіонату грає з сезону 1990/91.

## Титули та досягнення
- Чемпіон ліги де Ассенсо (2): 2006, 2009

## Найвідоміші гравці
- Карлос де лос Кобос (1986-1987, 1991-1993) — півзахисник, за збірну 25 матчів.
- Луїс Ернандес (1991-1992) — нападник, за збірну Мексики 85 матчів (35 голів).
- Іван Уртадо (2001-2002) — захисник, за збірну Еквадору 167 матчів (5 голів).
- Міссаель Еспіноса (2002-2003) — півзахисник, за збірну 41 матч (4 голи).
- Хосе Мануель Абундіс (2007-2008) — нападник, за збірну Мексики 47 матчів (10 голів).
- Карлос Боссіо (2009-2010) — воротар, за збірну Аргентини 11 матчів.
- Ектор Альтамірано (2010-2011) — захисник, за збірну Мексики 18 матчів (4 голи).
- Адольфо Баутіста (2011-2012) — півзахисник, за збірну 38 матчів (11 голів).

## Найвідоміші тренери
- Карлос Алберто Торрес
- Рікардо Лавольпе
- Хосе Кардосо